# Ctenucha ruficeps
Ctenucha ruficeps är en fjärilsart som beskrevs av Walker 1854. Ctenucha ruficeps ingår i släktet Ctenucha och familjen björnspinnare. Inga underarter finns listade i Catalogue of Life.